# Edward Lennie
Edward Lennie (Glasgow, 1959. október 5. –) ausztrál nemzetközi labdarúgó-játékvezető.

## Pályafutása

### Nemzeti játékvezetés
1991-ben lett az I. Liga játékvezetője. Az aktív nemzeti játékvezetést 2004-ben fejezte be.

### Nemzetközi játékvezetés
Az Ausztrál labdarúgó-szövetség Játékvezető Bizottsága (JB) terjesztette fel nemzetközi játékvezetőnek, a Nemzetközi Labdarúgó-szövetség (FIFA) 1995-től tartotta nyilván bírói keretében. Több válogatott és nemzetközi klubmérkőzést vezetett. Az aktív nemzetközi játékvezetést 2004-ben
fejezte be.

#### Világbajnokság
A világbajnoki döntőhöz vezető úton Franciaországba a XVI., az 1998-as labdarúgó-világbajnokságra és Dél-Koreába és Japánba a XVII., a 2002-es labdarúgó-világbajnokságra a FIFA JB bíróként alkalmazta. Selejtező mérkőzéseket az AFC illetve az OFC zónában vezetett. Világbajnokságon vezetett mérkőzéseinek száma: 2.

##### 1998-as labdarúgó-világbajnokság

###### Selejtező mérkőzés
| Időpont           | Helyszín                      | Mérkőzés típusa                               | Mérkőzés                        | Eredmény | Nézők száma |
| ----------------- | ----------------------------- | --------------------------------------------- | ------------------------------- | -------- | ----------- |
| 1997. október 10. | Kazma SC Stadion, Kuvaitváros | AFC előselejtező (döntő csoport-, A. csoport) | Kuvait–Kína                     | 1 – 2    | 25 000      |
| 1997. június 11.  | Nemzeti Stadion, Auckland     | OFC előselejtező (2. kör-, 2. csoport)        | Új-Zéland–Pápua Új-Guinea       | 7 – 0    | 38 000      |
| 1997. június 15.  | Városi Stadion, Suva          | (2. kör-, 2. csoport)                         | Fidzsi-szigetek–Pápua Új-Guinea | 3 – 1    |             |

###### Világbajnoki mérkőzés
| Időpont          | Helyszín                     | Mérkőzés típusa        | Mérkőzés            | Eredmény | Nézők száma |
| ---------------- | ---------------------------- | ---------------------- | ------------------- | -------- | ----------- |
| 1998. június 17. | Mosson Stadion, Montpellier  | selejtező (B. csoport) | Olaszország–Kamerun | 3 – 0    | 29 800      |
| 1998. június 26. | Francia Stadion, Saint-Denis | selejtező (G. csoport) | Románia–Tunézia     | 1 – 1    | 77 000      |

##### 2002-es labdarúgó-világbajnokság

###### Selejtező mérkőzés
| Időpont          | Helyszín                        | Mérkőzés típusa                    | Mérkőzés                 | Eredmény | Nézők száma |
| ---------------- | ------------------------------- | ---------------------------------- | ------------------------ | -------- | ----------- |
| 2001. június 8.  | North Harbour Stadion, Auckland | előselejtező (1. kör-, B. csoport) | Vanuatu–Salamon-szigetek | 2 – 7    | 1674        |
| 2001. június 11. | North Harbour Stadion, Auckland | előselejtező (1. kör-, B. csoport) | Cook-szigetek–Tahiti     | 0 – 6    | 300         |

#### Olimpia
Amerikai Egyesült Államok rendezte a XXVI., az 1996. évi nyári olimpiai játékok labdarúgó tornáját, ahol a FIFA JB bíróként alkalmazta.
| Időpont          | Helyszín                | Mérkőzés típusa        | Mérkőzés                             | Eredmény | Nézők száma |
| ---------------- | ----------------------- | ---------------------- | ------------------------------------ | -------- | ----------- |
| 1996. július 21. | RFK Stadion, Washington | selejtező (C. csoport) | Dél-Korea–Ghána                      | 1 – 0    | 45 946      |
| 1996. július 24. | RFK Stadion, Washington | selejtező (A. csoport) | Amerikai Egyesült Államok–Portugália | 1 – 1    | 58 012      |

#### OFC nemzetek kupája
| Időpont          | Helyszín               | Mérkőzés típusa                  | Mérkőzés                   | Eredmény | Nézők száma |
| ---------------- | ---------------------- | -------------------------------- | -------------------------- | -------- | ----------- |
| 2000. június 19. | Pater Stadion, Papeete | selejtező (zárókör-, B. csoport) | Új-Zéland–Tahiti           | 2 – 0    | 1000        |
| 2000. június 21. | Pater Stadion, Papeete | selejtező (zárókör-, B. csoport) | Új-Zéland–Vanuatu          | 3 – 1    |             |
| 2000. június 22. | Pater Stadion, Papeete | selejtező (zárókör-, B. csoport) | Vanuatu–Tahiti             | 3 – 2    | 500         |
| 2000. június 25. | Pater Stadion, Papeete | egyik elődöntő                   | Új-Zéland–Salamon-szigetek | 2 – 0    | 500         |

## Sportvezetőként
Az Ausztrál Labdarúgó-szövetség Játékvezető Bizottságának vezetője, nemzetközi FIFA ellenőr. 2008-tól Nyugat-Ausztrália játékvezetőinek mentora, fejlesztési igazgatója.

## Sikerei, díjai
- 2006 Centenáriumi érem
- 2008 Ausztrália Érdemrend,
- NSL elismerésként az Év Játékvezetője: 1994-1995, 1995-1996
- Western Australian State League elismeréseként az Év Játékvezetője: 1993, 1994, 1995, 1997
- 2008-ban II. Erzsébet brit királynő,  Edward Lennie Ausztrália kiemelkedő személyének, a labdarúgás népszerűsítéséért tett szolgálataiért, az  Order of Australia (OAM) érmével  tüntette ki.